# 巴里洛
51°3′56″N 34°27′27″E / 51.06556°N 34.45750°E
巴里洛（烏克蘭語：Барило）是位於烏克蘭東北部的村莊，由蘇梅州蘇梅區的里奇基市鎮負責管轄。該村距離霍洛瓦奇、維雷和錫尼亞克2公里，海拔高度149米，2001年人口139。